# (73655) 1981 EL9
(73655) 1981 EL9 – planetoida z pasa głównego asteroid okrążająca Słońce w ciągu 6,31 lat w średniej odległości 3,41 j.a. Odkryta 1 marca 1981 roku.